# 瀬下耽
瀬下 耽（せじも たん、1904年（明治37年）2月24日 - 1989年（平成元年）9月5日）は、日本の探偵小説家。代表作に「欺く灯」「柘榴病」など。別名義に秘名生。本名は綱良（つなよし）。
ペンネームは、オスカー・ワイルドの耽美主義的な小説に惹かれていたことによる。

## 経歴
現在の新潟県柏崎市出身。慶應義塾大学法学部卒。
1927年（昭和2年）、雑誌『新青年』の懸賞に応募した「綱」（ロープ）が第二席に入りデビュー。以後、同誌を中心に短編を多く発表する。この間、「四本足の男」のみは秘名生名義で発表した。
1933年（昭和8年）の「罌粟島の悲劇」を最後にいったん文筆活動から離れるが、太平洋戦争後の1947年（昭和22年）に「手紙」を発表し復帰する。1953年（昭和28年）の「覗く眼」を最後に、再び創作から離れた。
1989年（平成元年）9月5日、死去。85歳。